# Bosc petrificat

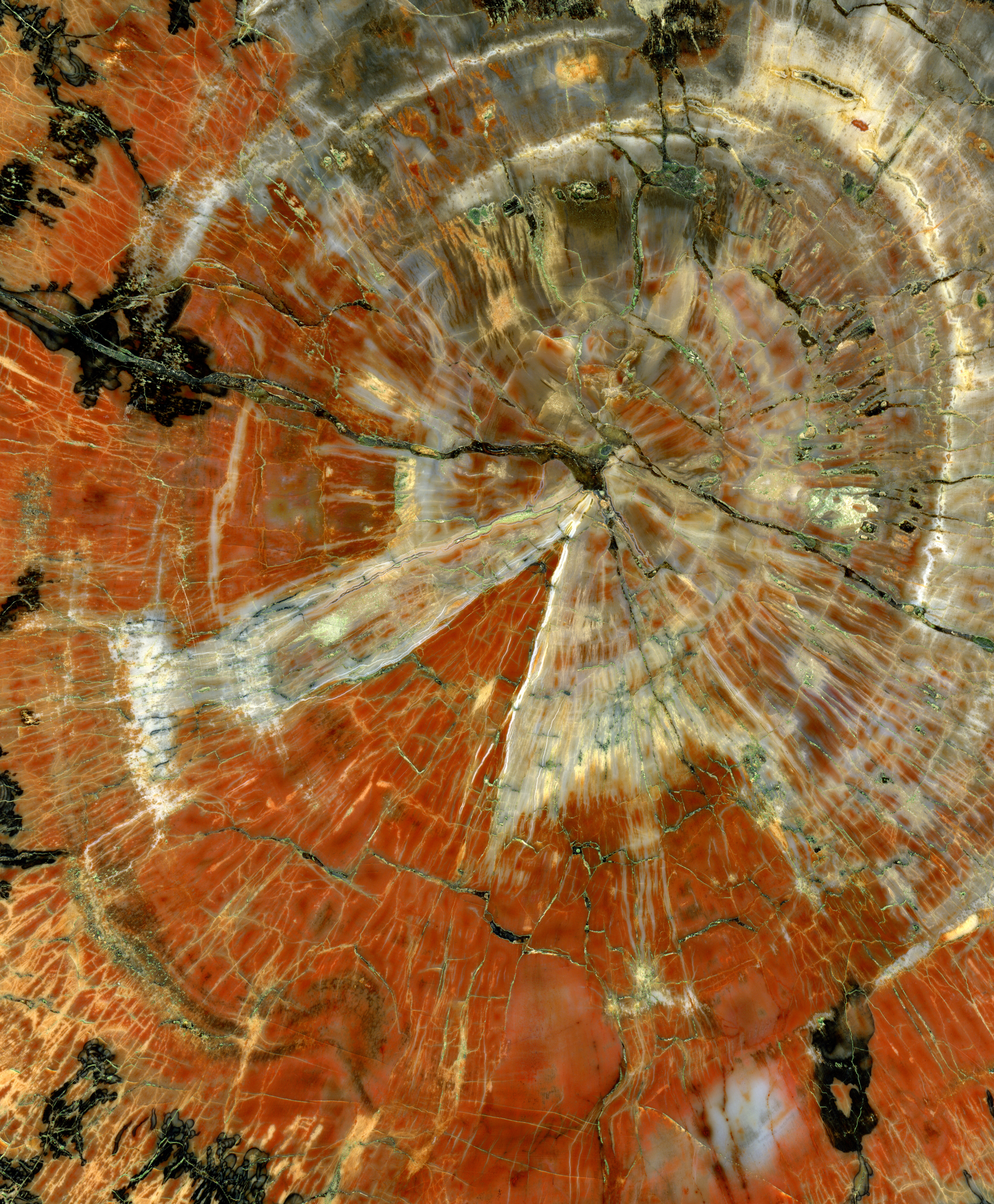
La imatge mostra el centre d'una llesca polida d'un arbre petrificat des de l'últim període Triàsic (fa aproximadament 230 milions d'anys) que es troba a Arizona. Les restes d'insectes poden ser detectats en una imatge ampliada.

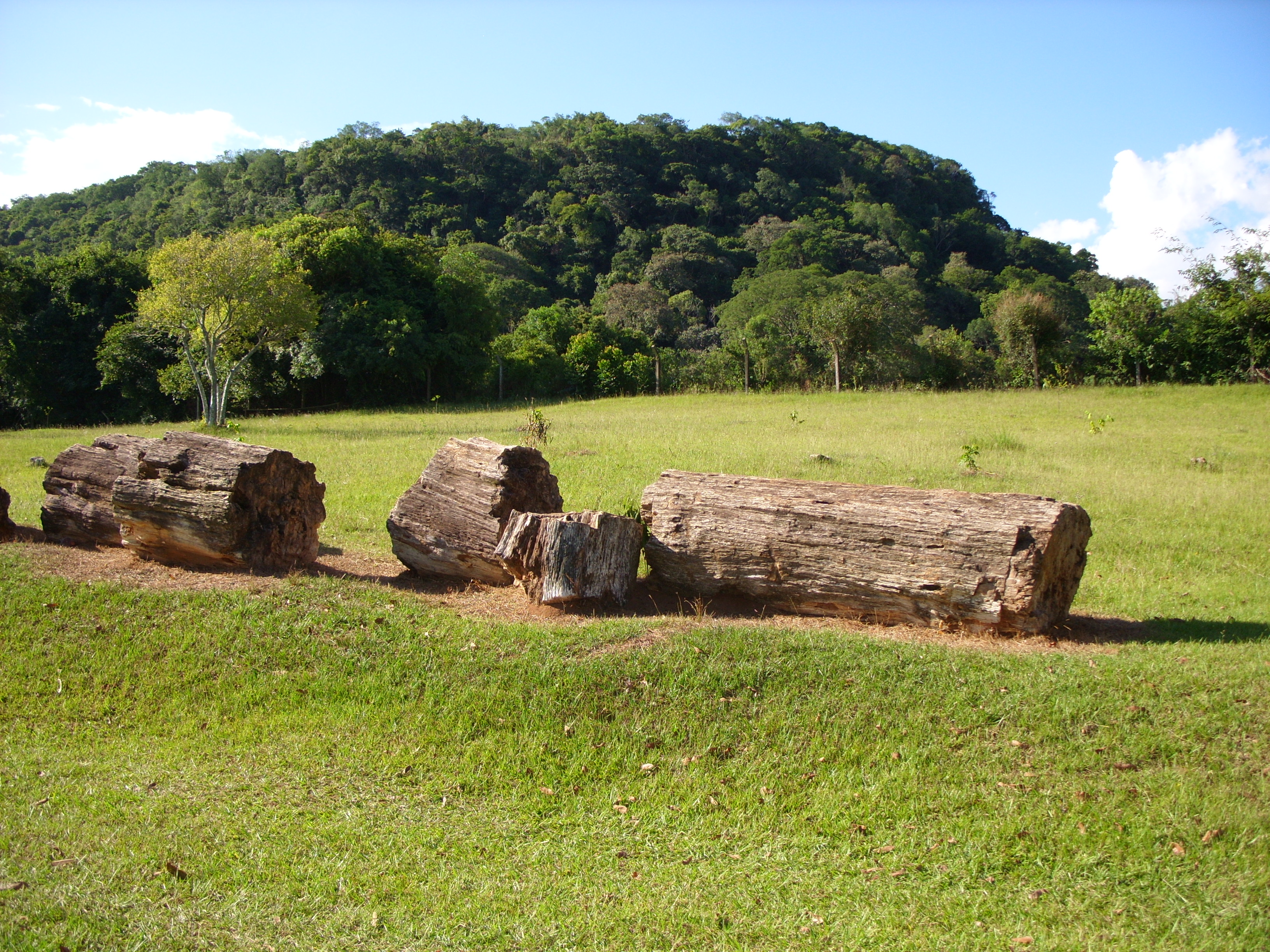
Soca petrificada al parc geològic de Paleorrota, Brasil

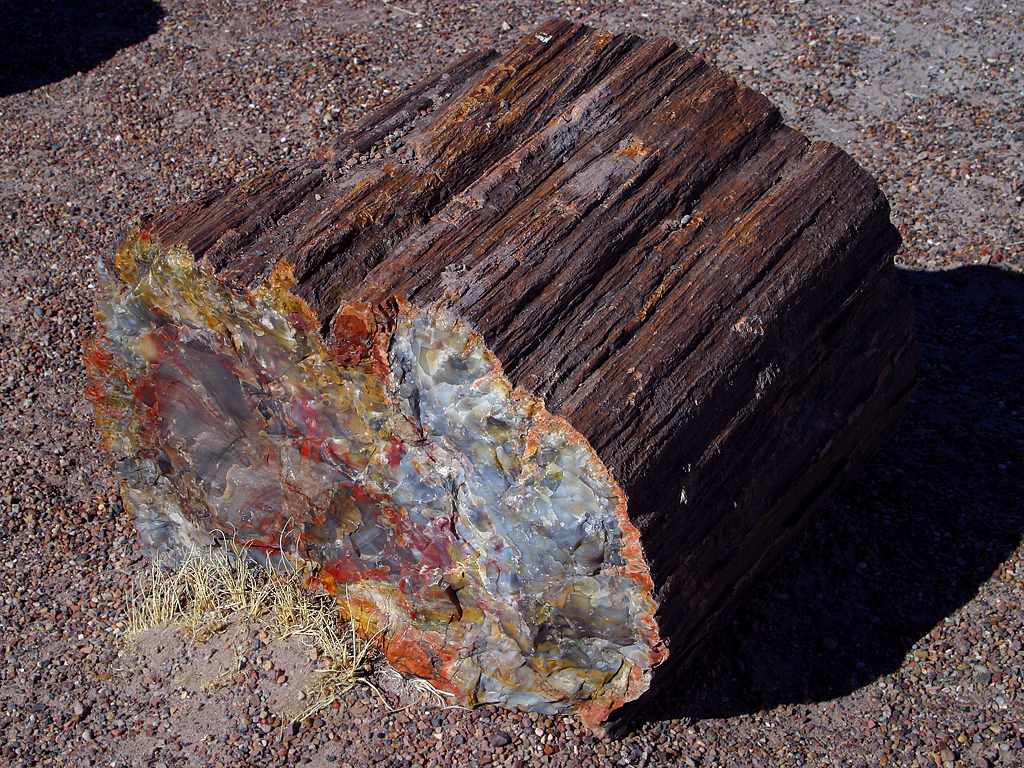
Tronc petrificat al Parc Nacional del Bosc Petrificat

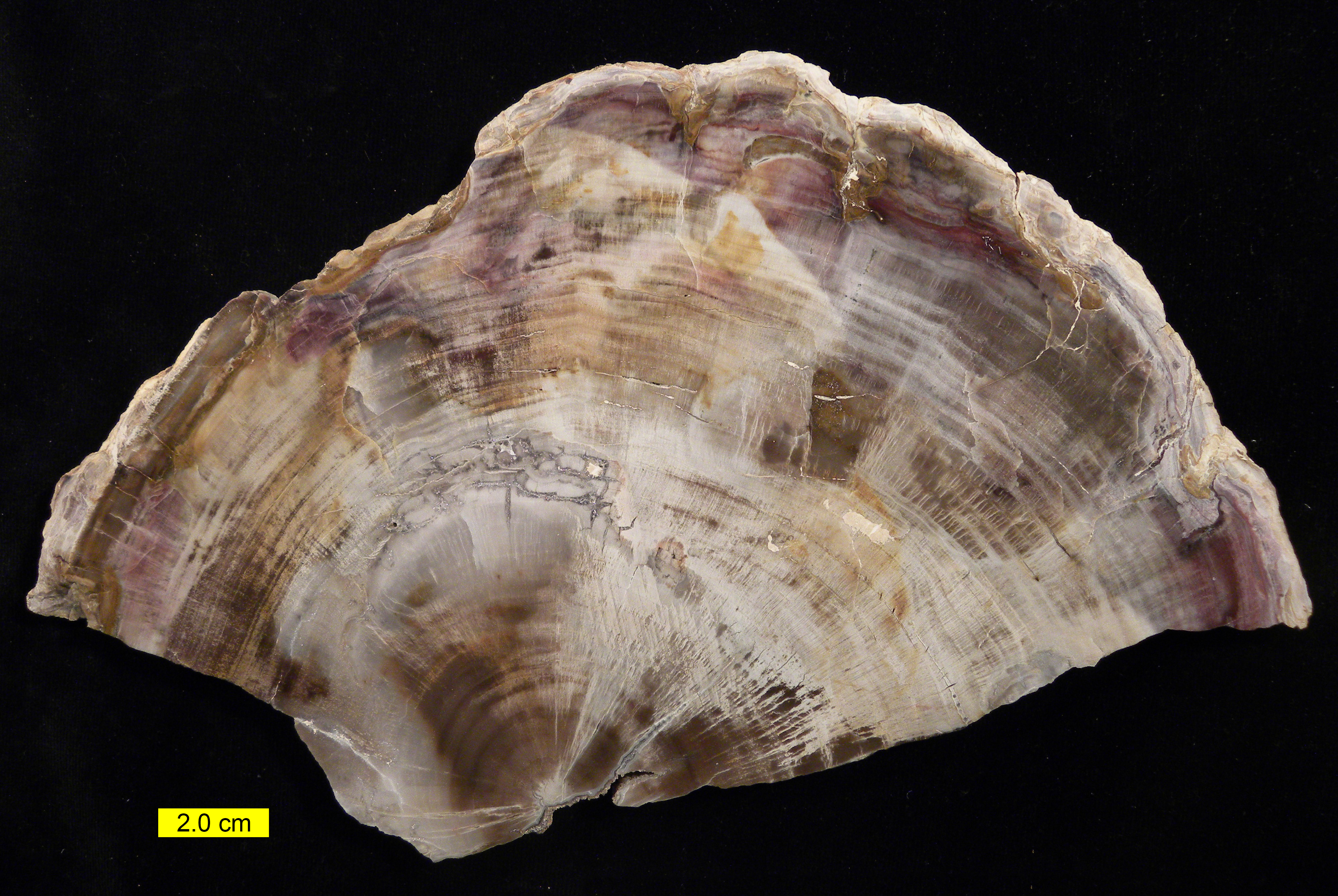
Fusta petrificada polida

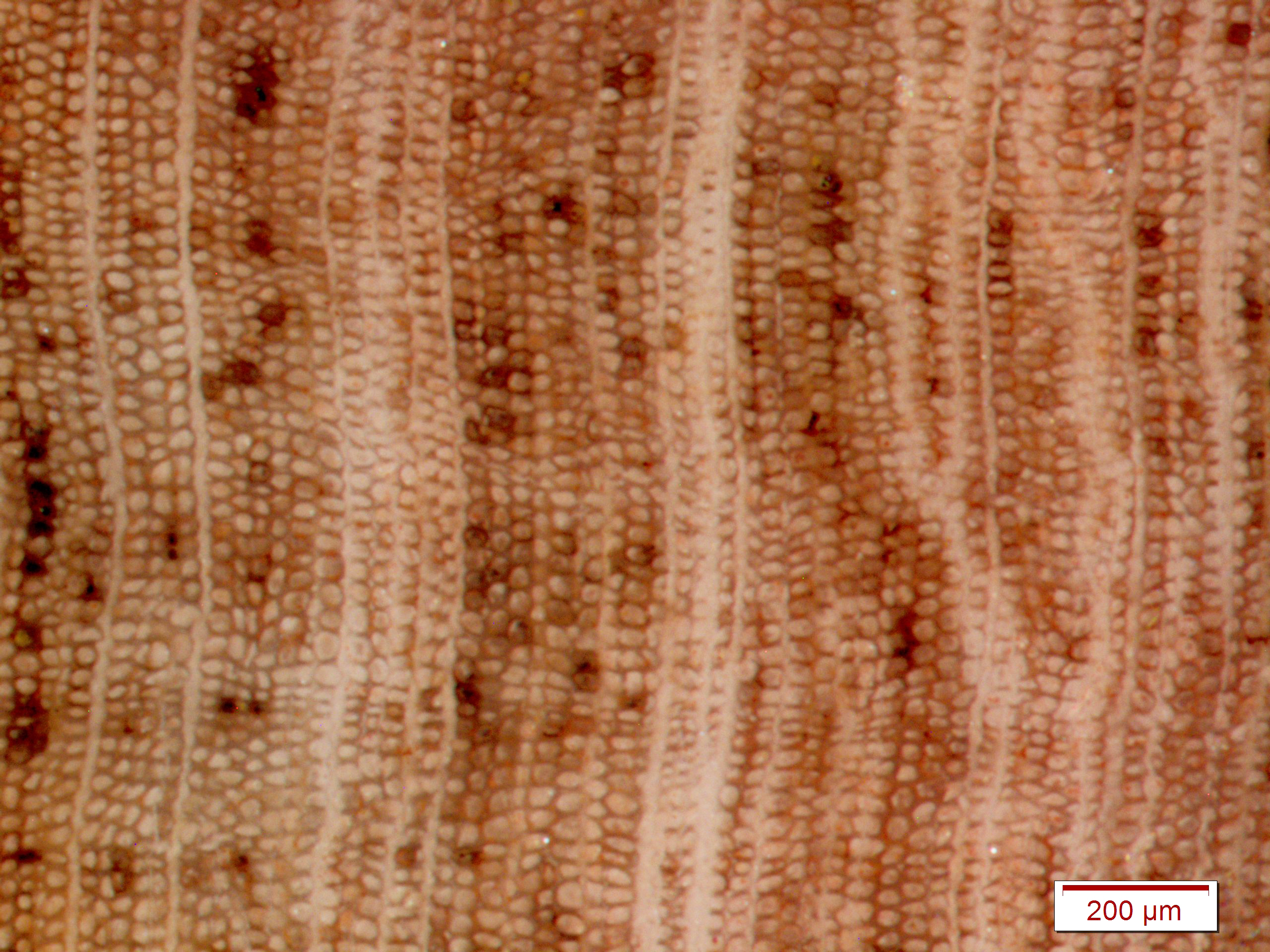
Contorn de cel·les visibles en un segment de fusta petrificada

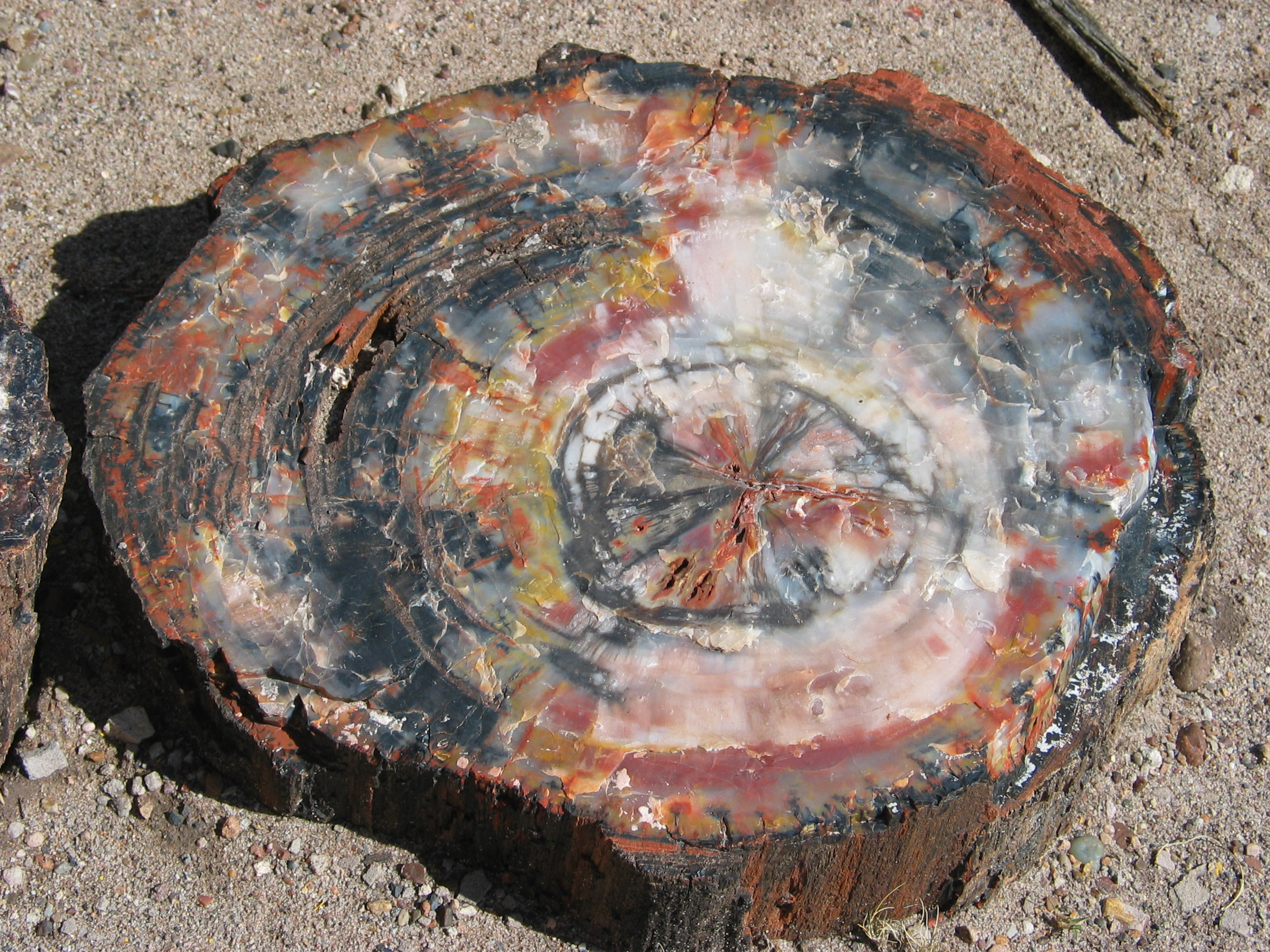
Tronc polit de fusta petrificada

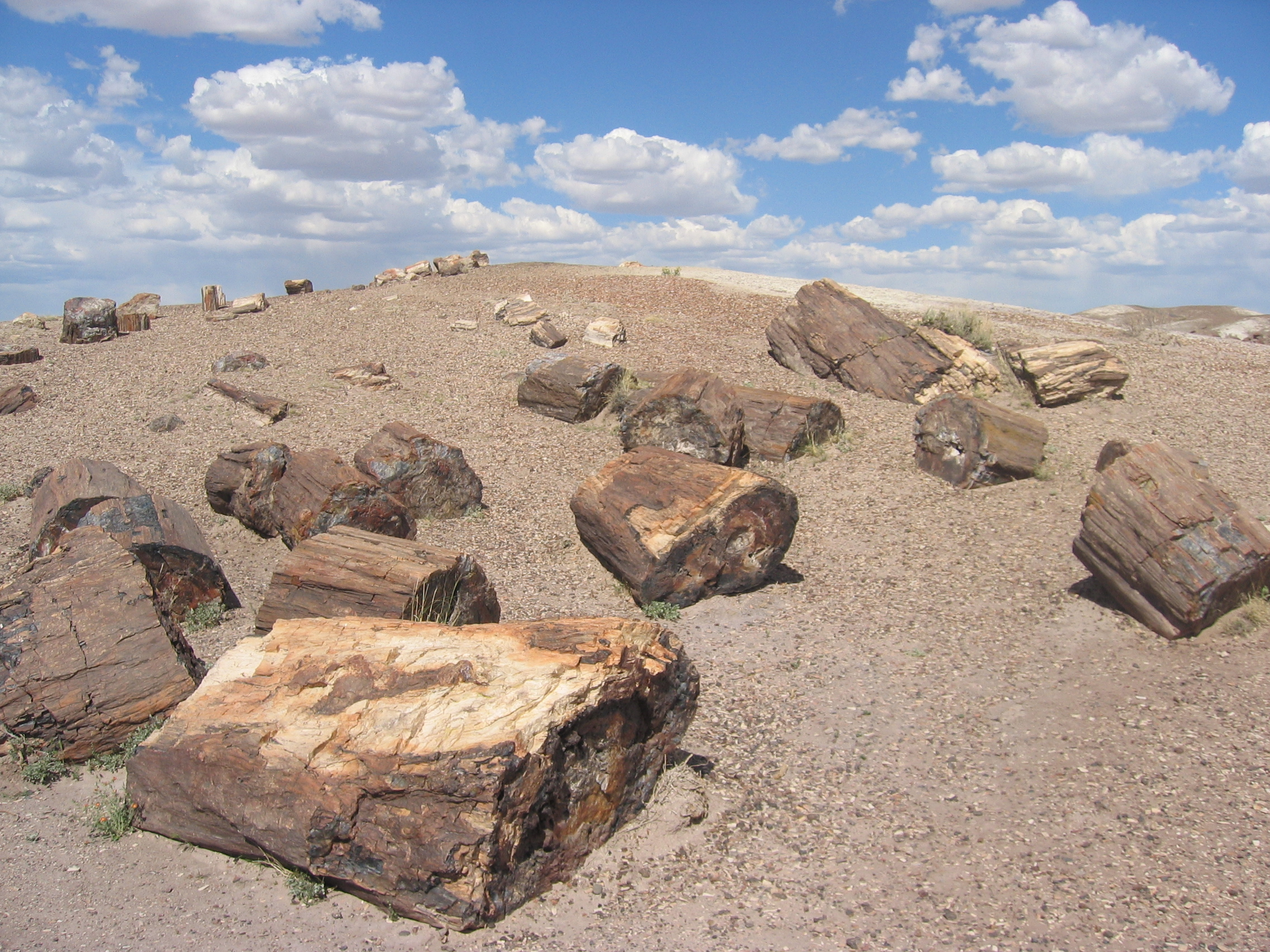
Troncs petrificats

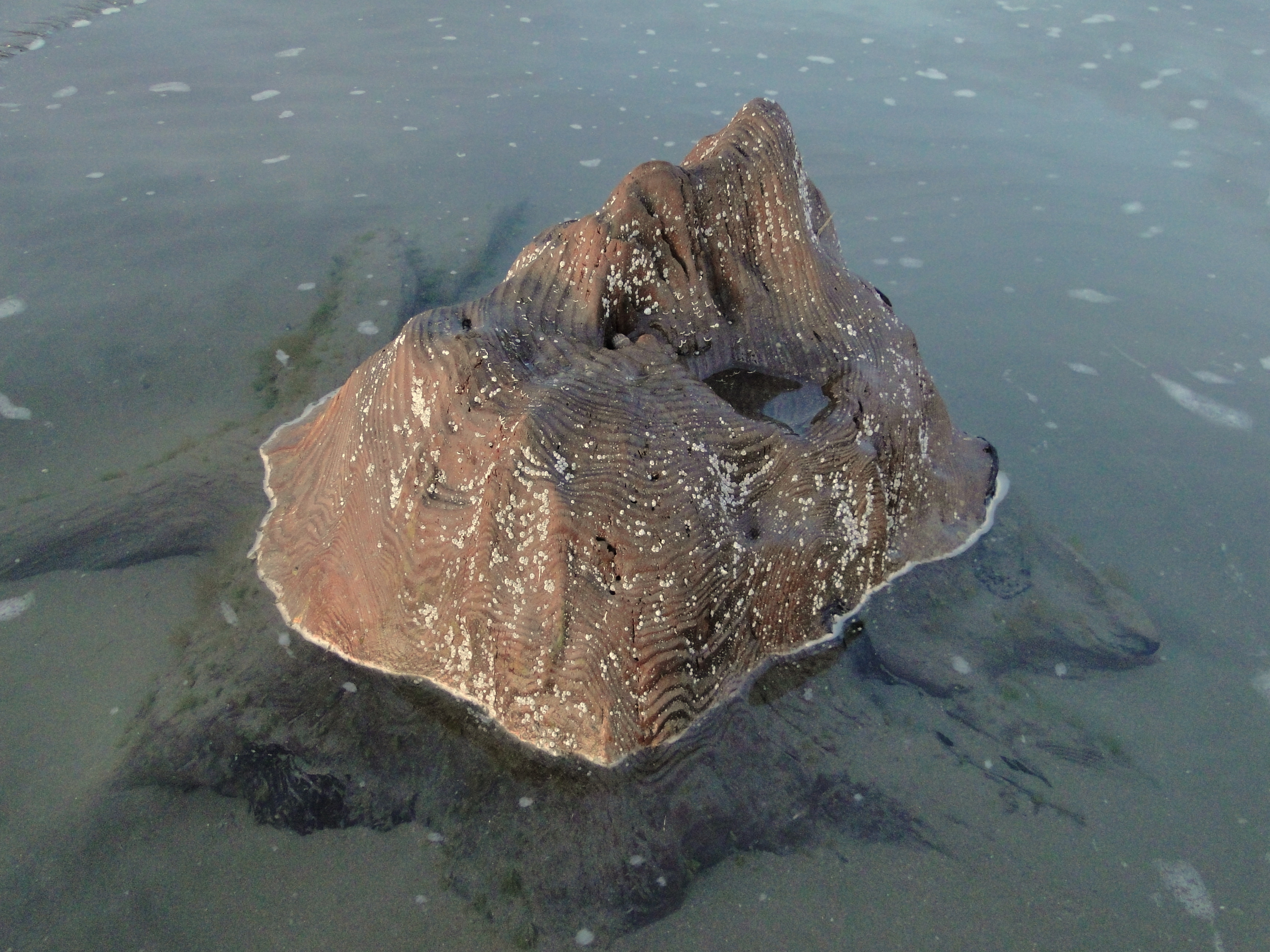
Monyó petrificat exposat durant la baixamar a Ynyslas, Gal·les

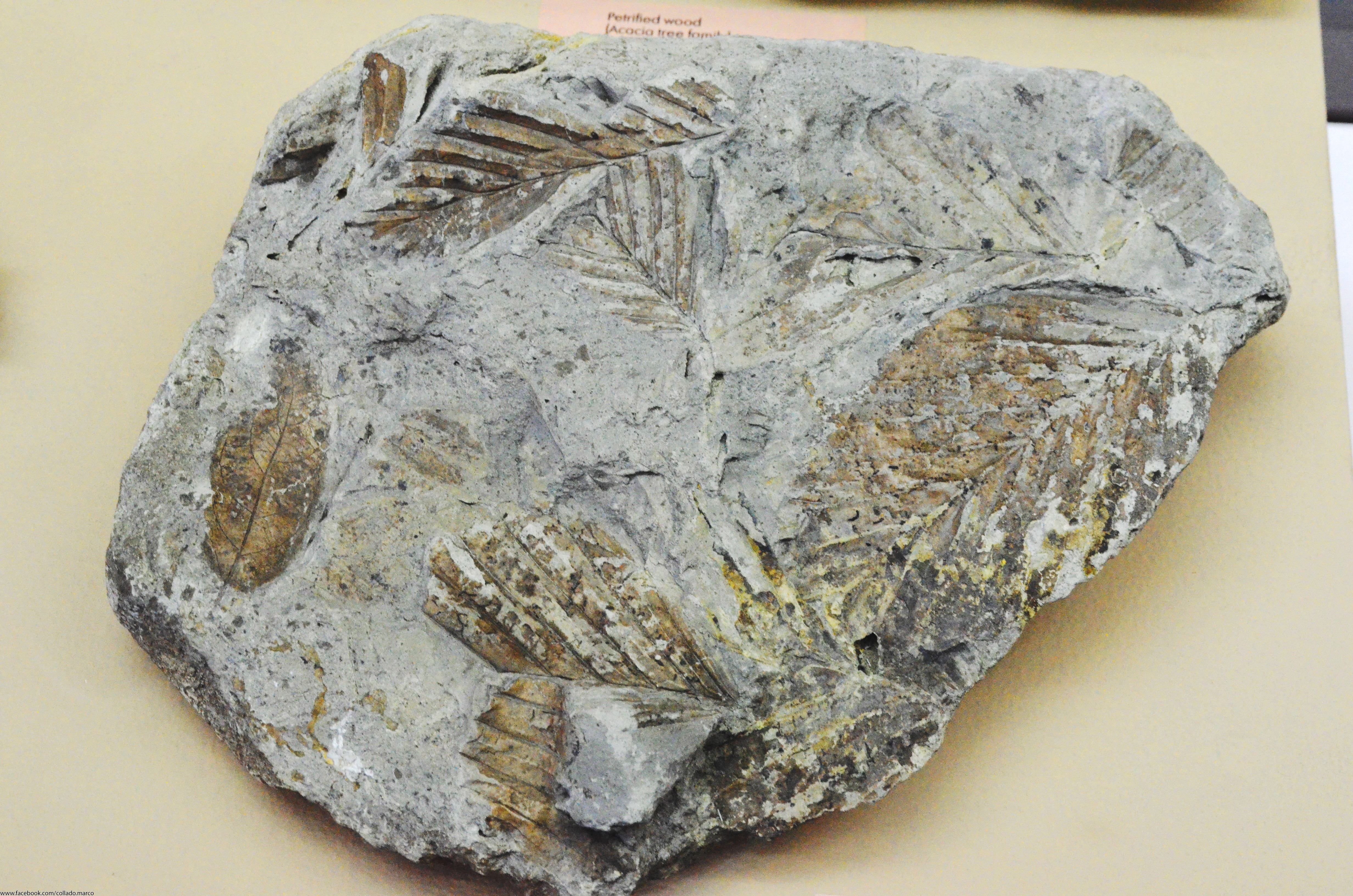
Fusta d'acàcia petrificada

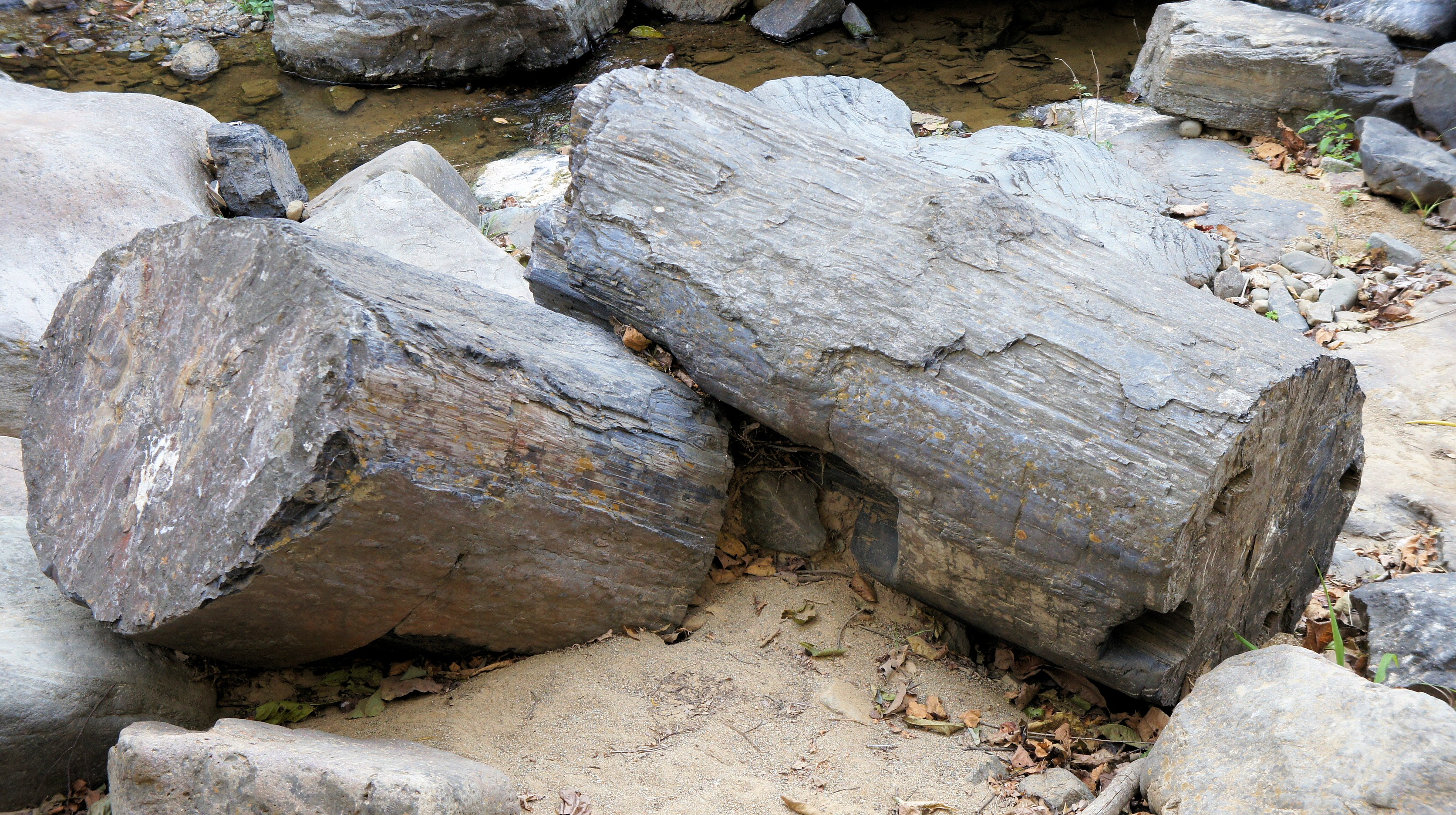
Bosc petrificat a Puyango

Un bosc petrificat és un tipus de fòssil format per fusta fòssil en la qual tot el material orgànic ha estat reemplaçada amb minerals (la majoria de les vegades un silicat, com el quars) si bé reté l'estructura original de la fusta. El procés de petrificació succeeix sota terra, quan la fusta queda enterrada sota sediments. L'aigua rica en minerals que es filtra pels sediments diposita minerals en les cèl·lules de la planta, de manera que quan la lignina i la cel·lulosa es descomponen, es forma un motlle de roca en el seu lloc. La fusta es preserva gràcies a l'absència d'oxigen.
Elements com el manganès, el ferro i el coure presents en l'aigua i el fang durant el procés de petrificació donen a la fusta una variada gamma de colors. Els cristalls de quars purs són incolors, però quan s'afegeixen contaminants al procés adquireixen un color groc, vermell o d'un altra tonalitat.
La fusta petrificada pot conservar la seva estructura original amb tot detall, fins al nivell microscòpic. Estructures tals com els anells de creixement i els diversos teixits poden observar-se amb freqüència. La fusta petrificada té una duresa en l'escala de Mohs de 7, la mateixa del quars.

## Elements
Elements com el manganès, ferro i coure en aigua o fang durant el procés de petrificació donen fusta petrificada amb una varietat de gammes de color. Els cristalls de quars pur són incolors, però quan s'hi afegeixen contaminants al procés dels vidres adquireixen un tint groc, vermell, o d'un altre tipus.
El que segueix és una llista d'elements contaminants i tons de color relacionats:
- carbó negre
- Cobalt - verd / blau
- Crom - verd / blau
- Coure - verd / blau
- Òxid de ferro - vermell, marró i groc
- Manganès - rosa / taronja
- Òxid de manganès - negrós / groc

La fusta petrificada és un fòssil en el qual les restes orgàniques han estat substituïdes per minerals en el lent procés de ser reemplaçat amb pedra. Aquest procés de petrificació generalment resulta d'una mineralització de quars calcedònia. S'han de complir rares condicions especials perquè el tronc caigut es transformi en fusta fòssil o fusta petrificada. En general, les plantes caigudes queden enterrades en un ambient lliure d'oxigen (ambient anaeròbic), que conserva l'estructura original de la planta i l'aspecte general. Les altres condicions inclouen un accés regular a l'aigua rica en minerals en contacte amb els teixits, la substitució de l'estructura de la planta orgànica amb minerals inorgànics. El resultat final és fusta petrificada, una planta amb la seva estructura bàsica original substituïda per pedra. Els minerals exòtics permeten els tons vermells i verds que es poden veure en les mostres més rares.

## Localitzacions
- Argentina: Considerada una de les millors reserves petrificades del món, el Monument Natural Bosques Petrificados de Santa Cruz a la Patagònia argentina té molts arbres que mesuren més de 3 m de diàmetre i 30 m de llarg. Un altre monument natural és el Bosc Petrificat Sarmiento, a Chubut, així com el Bosc Petrificat Florentino Ameghino.[2][3]situat a la mateixa província, i es troba dins de la categoria de Custodio Rural de Chubut (LLEI XXIII Nº 26, Decret Nº 1849/09).
- Austràlia: Compta amb vasts jaciments de fusta petrificada i opalitzada. Chinchilla (Queensland) és famós pel seu 'Chinchilla Red'.
- Bèlgica – Geoparc Goudberg vora Hoegaarden.[4][5][6]
- Brasil: 
  - al geoparc de Paleorrota, hi ha una àrea vasta d'arbre petrificats.[7]
  - Monumento Natural das Árvores Fossilizadas a Tocantins: boscos petrificats de dicksoniaceae (Psaronius i Tietea singularis) i arthropitys
  - Boscos petrificats de dicksoniaceae (Psaronius i Tietea singularis) i arthropitys es poden trobar a São Paulo[8]
  - Floresta Fóssil de Teresina vora el riu Poti, Piauí, Permià (fa 280-270 milions d'anys).
- Canadà: A les terres ermes del sud d'Alberta. L'illa Axel Heiberg a Nunavut és un dels majors boscos petrificats del món.
- Equador: El bosc petrificat de Puyango té una superfície de 2.658 has. És important no solament per la seva riquesa palentológica, és també una important àrea natural que conté una alta biodiversitat. Es troba a les províncies Loja i El Oro.[9]
- El Salvador: Bosc petrificat en el municipi de Concepción Quezaltepeque, Chalatenango.
- Estats Units: Compta amb diversos boscos petrificats, sent els més famosos: el Escalante Petrified Forest State Park (Utah), el Ginkgo/Wanapum State Park (Washington), la Gruta de la Redempció (un parc privat de Iowa) i el Parc Nacional del Bosc Petrificat (a Arizona).
- Grècia: El Bosc Petrificat de Lesbos, en l'extrem occidental de l'illa de Lesbos, és possiblement el major del món, cobrint una regió d'uns 150 km². Va ser declarat Monument Nacional en 1985. En ell poden trobar-se llargs troncs verticals complets amb els sistemes d'arrels, així com troncs de fins a 22 m de longitud.
- Índia: Un jaciment geològic famós per la seva fusta petrificada és Thiruvakkarai, a Chennai (Tamil Nadu), protegit pel Institut Geològic de l'Índia. Els boscos petrificats cobreixen una gran zona d'aquest jaciment.[10]
- Líbia: Al Gran Mar de Sorra hi ha centenars de quilòmetres quadrats de troncs, branques i altres restes petrificades, barrejats amb artefactes de l'Edat de Pedra. També existeix el jaciment de El Feu.
- Nova Zelanda: Curio Bay a la costa The Catlins compta amb molts exemples de bosc petrificat.
- Perú: Bosc Petrificat de la Brea, situat en el nord del país, en la localitat de Negritos. Es troben arbres petrificats de fa 45 a 50 milions d'anys, de l'Eocè Inferior.[11]
- República Txeca: Nová Pala és la ubicació més famosa amb roques del Permià-Carbonífer del país.
- Sudan: Bosc petrificat a prop de Al-Kurru en l'estat del Nord.